# FC Dinamo București în sezonul 1973-1974
Sezonul 1973-74 este al 25-lea sezon pentru FC Dinamo București în Divizia A. Dinamo s-a luptat până în ultima etapă cu Universitatea Craiova pentru titlul de campioană, însă oltenii au câștigat în cele din urmă competiția la un punct diferență. Înaintea sezonului, Dinamo l-a adus pe Dudu Georgescu de la CSM Reșița, atacantul care avea să devină cel mai bun golgheter din istoria clubului. În Cupa Campionilor, alb-roșii au făcut scor în primul tur cu echipa nord-irlandeză Crusaders (11-0), un record al competiției încă în vigoare, dar au fost eliminați în runda secundă de Atletico Madrid.

## Rezultate
| Divizia A | Divizia A          | Divizia A           | Divizia A | Divizia A |
| Etapa     | Data               | Adversar            | Stadion   | Rezultat  |
| --------- | ------------------ | ------------------- | --------- | --------- |
| 1         | 12 august 1973     | FC Constanța        | acasă     | 1-1       |
| 2         | 15 august 1973     | Petrolul Ploiești   | deplasare | 1-2       |
| 3         | 19 august 1973     | ASA Târgu Mureș     | acasă     | 5-1       |
| 4         | 26 august 1973     | UTA                 | deplasare | 2-1       |
| 5         | 2 septembrie 1973  | Sportul Studențesc  | acasă     | 0-3       |
| 6         | 9 septembrie 1973  | Steagul Roșu Brașov | acasă     | 3-2       |
| 7         | 15 septembrie 1973 | Poli Iași           | deplasare | 1-0       |
| 8         | 30 septembrie 1973 | Poli Timișoara      | acasă     | 2-1       |
| 9         | 7 octombrie 1973   | Rapid București     | deplasare | 1-0       |
| 10        | 21 octombrie 1973  | U Craiova           | deplasare | 1-1       |
| 11        | 28 octombrie 1973  | U Cluj              | acasă     | 0-1       |
| 12        | 4 noiembrie 1973   | CSM Reșița          | deplasare | 1-2       |
| 13        | 11 noiembrie 1973  | Steaua București    | acasă     | 0-2       |
| 14        | 18 noiembrie 1973  | SC Bacău            | acasă     | 2-0       |
| 15        | 15 noiembrie 1973  | CFR Cluj            | deplasare | 1-1       |
| 16        | 2 decembrie 1973   | Jiul Petroșani      | acasă     | 1-0       |
| 17        | 9 decembrie 1973   | FC Argeș            | deplasare | 2-3       |
| 18        | 3 martie 1974      | FC Constanța        | deplasare | 0-0       |
| 19        | 10 martie 1974     | Petrolul Ploiești   | acasă     | 2-0       |
| 20        | 17 martie 1974     | ASA Târgu Mureș     | deplasare | 0-0       |
| 21        | 27 martie 1974     | UTA                 | acasă     | 4-1       |
| 22        | 31 martie 1974     | Sportul Studențesc  | deplasare | 2-0       |
| 23        | 7 aprilie 1974     | Steagul Roșu Brașov | deplasare | 0-0       |
| 24        | 28 aprilie 1974    | Poli Iași           | acasă     | 5-2       |
| 25        | 2 mai 1974         | Poli Timișoara      | deplasare | 1-3       |
| 26        | 5 mai 1974         | Rapid București     | acasă     | 1-1       |
| 27        | 8 mai 1974         | U Craiova           | acasă     | 1-0       |
| 28        | 12 mai 1974        | U Cluj              | deplasare | 3-0       |
| 29        | 19 mai 1974        | CSM Reșița          | acasă     | 2-1       |
| 30        | 26 mai 1974        | Steaua București    | deplasare | 3-1       |
| 31        | 2 iunie 1974       | SC Bacău            | deplasare | 1-2       |
| 32        | 9 iunie 1974       | CFR Cluj            | acasă     | 3-1       |
| 33        | 16 iunie 1974      | Jiul Petroșani      | deplasare | 1-1       |
| 34        | 19 iunie 1974      | FC Argeș            | acasă     | 7-0       |

| Cupa României | Cupa României     | Cupa României            | Cupa României | Cupa României |
| Etapa         | Data              | Adversar                 | Stadion       | Rezultat      |
| ------------- | ----------------- | ------------------------ | ------------- | ------------- |
| șaisprezecimi | 21 noiembrie 1973 | Șantierul Naval Oltenița | Giurgiu       | 0-1           |

| Legendă    |
| ---------- |
| victorie   |
| egal       |
| înfrângere |

## Cupa Campionilor Europeni
Turul întâi
| 19 septembrie 1973 | Crusaders F.C. | 0 – 1       | Dinamo București | Windsor Park, Belfast Spectatori: 15.000 Arbitru: Wouters (Belgia) |
| 19 septembrie 1973 |                | Sălceanu 1' |                  | Windsor Park, Belfast Spectatori: 15.000 Arbitru: Wouters (Belgia) |

| 3 octombrie 1973 | Dinamo București | 11 – 0 | Crusaders F.C. | Stadionul Dinamo, București Spectatori: 12.000 Arbitru: Babacan (Turcia) |
| 3 octombrie 1973 | Dudu Georgescu 2', 24', 31', 89' Beckett 3' (ag) Radu Nunweiller 7', 18', 41', 66' Florea Dumitrache 52' Cornel Dinu 87' |        |                | Stadionul Dinamo, București Spectatori: 12.000 Arbitru: Babacan (Turcia) |

Dinamo s-a calificat mai departe cu scorul general de 12-0.
Turul al doilea
| 24 octombrie 1973 | Dinamo București | 0 – 2                  | Atletico Madrid | Stadionul Dinamo, București Spectatori: 12.000 Arbitru: Bucek (Austria) |
| 24 octombrie 1973 |                  | Becera 19' Eusebio 88' |                 | Stadionul Dinamo, București Spectatori: 12.000 Arbitru: Bucek (Austria) |

| 7 noiembrie 1973 | Atletico Madrid    | 2 – 2 | Dinamo București                     | Stadion Vicente Calderon, Madrid Spectatori: 50.000 Arbitru: Taylor (Anglia) |
| 7 noiembrie 1973 | Ayala 9' Capon 73' |       | Mircea Lucescu 2' Dudu Georgescu 12' | Stadion Vicente Calderon, Madrid Spectatori: 50.000 Arbitru: Taylor (Anglia) |

Atletico Madrid s-a calificat mai departe cu scorul general de 4-2.

## Echipa
Portari: Iosif Cavai, Mircea Constantinescu.
Fundași: Florin Cheran, Augustin Deleanu, Cornel Dinu, Vasile Dobrău, Teodor Lucuță, Mircea Marian, Gabriel Sandu.
Mijlocași: Gheorghe Gojgaru, Radu Nunweiller, Panfil Radu, Alexandru Sătmăreanu.
Atacanți: Alexandru Custov, Florea Dumitrache, Florian Dumitrescu, Dudu Georgescu, Mircea Lucescu, Alexandru Moldovan, Viorel Sălceanu, Cristian Vrînceanu.

### Transferuri
Dinamo îl transferă pe Dudu Georgescu de la CSM Reșița. Cristian Vrînceanu este promovat de la tineret.